# Music to Listen to...
Music to Listen to~Dance to~Blaze to~Pray to~Feed to~Sleep to~Talk to~Grind to~Trip to~Breathe to~Help to~Hurt to~Scroll to~Roll to~Love to~Hate to~Learn Too~Plot to~Play to~Be to~Feel to~Breed to~Sweat to~Dream to~Hide to~Live to~Die to~Go To (również Music to Listen To... oraz ~GO TO~) – minialbum wydany przez brytyjski zespół rockowy Bring Me the Horizon, wydany 27 grudnia 2019 bez wcześniejszej zapowiedzi. Pomimo bycia najdłuższą płytą zespołu, jest nazywana ona zarówno EPką, jak i albumem. Płyta zawiera współprace z takimi artystami jak Halsey czy Yonaka. Album określany jako: electropop, electronica, ambient, eksperymentalny oraz industrial.

## Odbiór krytyczny
Album spotkał się z mieszanym odbiorem krytyków. Krytycy chwalili eksperymentalne podejście zespołu.
W recenzji dla NME Ali Shutler nazwał wydanie „odważnym eksperymentem” i opisał je jako „intensywny i zadziwiający, ale łatwy w odbiorze”. Z drugiej strony, Simon K. ze Sputnikmusic nazwał album „pijanym żartem” któremu „brakuje struktury kompozycji i narracji”.

## Lista utworów
Opracowano na podstawie materiału źródłowego:. 
| Nr | Tytuł utworu | Autorzy                                                                               | Długość |
| -- | --- | ------------------------------------------------------------------------------------- | ------- |
| 1. | „Steal Something” | Oliver Sykes, Jordan Fish, Simon Dobson, Will Harvey                                  | 10:12   |
| 2. | „Candy Truck / You Expected: LAB Your Result: Green”                                                                 | Sykes, Fish                                                                           | 7:15    |
| 3. | „A Devastating Liberation”                                                                                           | Sykes, Fish, Dobson                                                                   | 4:40    |
| 4. | „¿” (gościnnie Halsey)                                                                                               | Sykes, Fish, Ashley Frangipane                                                        | 5:13    |
| 5. | „Underground Big {HEADFULOFHYENA}” (gościnnie Bexey i Lotus Eater)                                                   | Sykes, Fish, Baek Ye Jin, Cameron Humphrey, Dan Lancaster, Douglas Park, George Mejer | 24:06   |
| 6. | „Like Seeing Spiders Running Riot on Your Lover’s Grave” (gościnnie Happyalone)                                      | Sykes, Fish, Fionn Tobin, Paddy Hennessy                                              | 6:39    |
| 7. | „Dead Dolphin Sounds 'Aid Brain Growth in Unborn Child’ Virtual Therapy / Nature Healing 2 Hours” (gościnnie Toriel) | Sykes, Fish, Lancaster, Alissa Salls                                                  | 10:10   |
| 8. | „Tapes” (gościnnie Yonaka)                                                                                           | Sykes, Fish, Lancaster, Theresa Jarvis, Alex Crosby                                   | 7:18    |
|    | |                                                                                       | 1:15:33 |

## Notowania
| Lista przebojów (2020)                         | Najwyższa pozycja |
| ---------------------------------------------- | ----------------- |
| Australia (Australian Digital Albums)          | 11                |
| Japonia (Japanese Download Albums Billboard)   | 66                |
| Wielka Brytania (UK Album Downloads) (OCC)     | 24                |
| Wielka Brytania (UK Rock & Metal Albums) (OCC) | 17                |